# جيمس كينشن
جيمس كينشن (بالإنجليزية: James Kinchen)‏ مواليد 1 مارس 1958 في سان دييغو، هو ملاكم محترف أمريكي سابق صنّف ضمن فئة الوزن المتوسط.

## المسيرة الاحترافية
من نزالاته:
- خسر أمام فيرجيل هيل بالضربة الفنية القاضية (1989/10/24).
- خسر أمام توماس هيارنس (1988/11/04).
- خسر أمام خوان رولدان بالضربة الفنية القاضية (1987/04/06).
- انتصر على أليكس راموس بالضربة القاضية (1984/11/24).

## إحصائيات
خاض خلال مسيرته 60 نزالا، فاز في 49 وتعادل في 2 وخسر في 9. فاز بالضربة القاضية في 34 نزالا.

## روابط خارجية
- جيمس كينشن على موقع بوكس ريك (الإنجليزية) (registration required)